# Arctia syriaca
Arctia syriaca là một loài bướm đêm thuộc phân họ Arctiinae, họ Erebidae.